# 菲臘·奧當尼
菲利普·「菲爾」奧當尼爾（1972年3月25日—2007年12月29日），蘇格蘭足球运动員，曾效力於蘇超的馬瑟韋爾及些路迪，亦曾到英格蘭效力錫周三。奧當尼生前作為馬瑟韋爾的隊長，在2007年12月29日代表該隊上陣時不支，最終不治，享年35歲。

## 職業生涯
奧當尼於貝爾斯希爾出生，在1990-91球季首次為當地球會馬瑟韋爾一隊上陣。當年他在蘇格蘭足總盃決賽入攻一球，協助球隊在對登地聯的決賽中以4:3險勝對手，並獲得參加歐洲賽事的資格，得以成為球會歐洲賽最年輕出場的球員。他在1992年和1994年成為蘇格蘭年度最佳年輕球員 並獲得唯一一次的國家隊上陣機會。於1994年他轉會到些路迪，在1995年和1988年他分別獲得蘇格蘭足總盃和聯賽冠軍後，他轉會到錫周三，及後於2004年1月回到母會馬瑟韋爾效力，與他的姪子大衛·卡勒臣並肩上陣，並在回到母會的第二個球季獲委任為隊長。值得一提是他除了是大衛·卡勒臣的舅父外，也是聖美倫球員史提芬·奧當尼及已退役的前馬瑟韋爾球員拜仁·丹普西的叔父。

## 英年早逝
在2007年12月29日馬瑟韋爾對登地聯的比賽中，將被領隊換出的奧當尼突然不支倒地，當時懷疑是癲癇發作所引起。奧當尼立即被球會隊醫急救了5分鐘，即被送往韋蘇綜合醫院（Wishaw General Hospital）治理，但搶救無效，及後證實死亡，終年35歲。奧當尼生前育有4名子女，是一個好爸爸，也是一個好丈夫。於2008年1月3日，奧當尼被證實死於心臟衰竭。

## 致敬

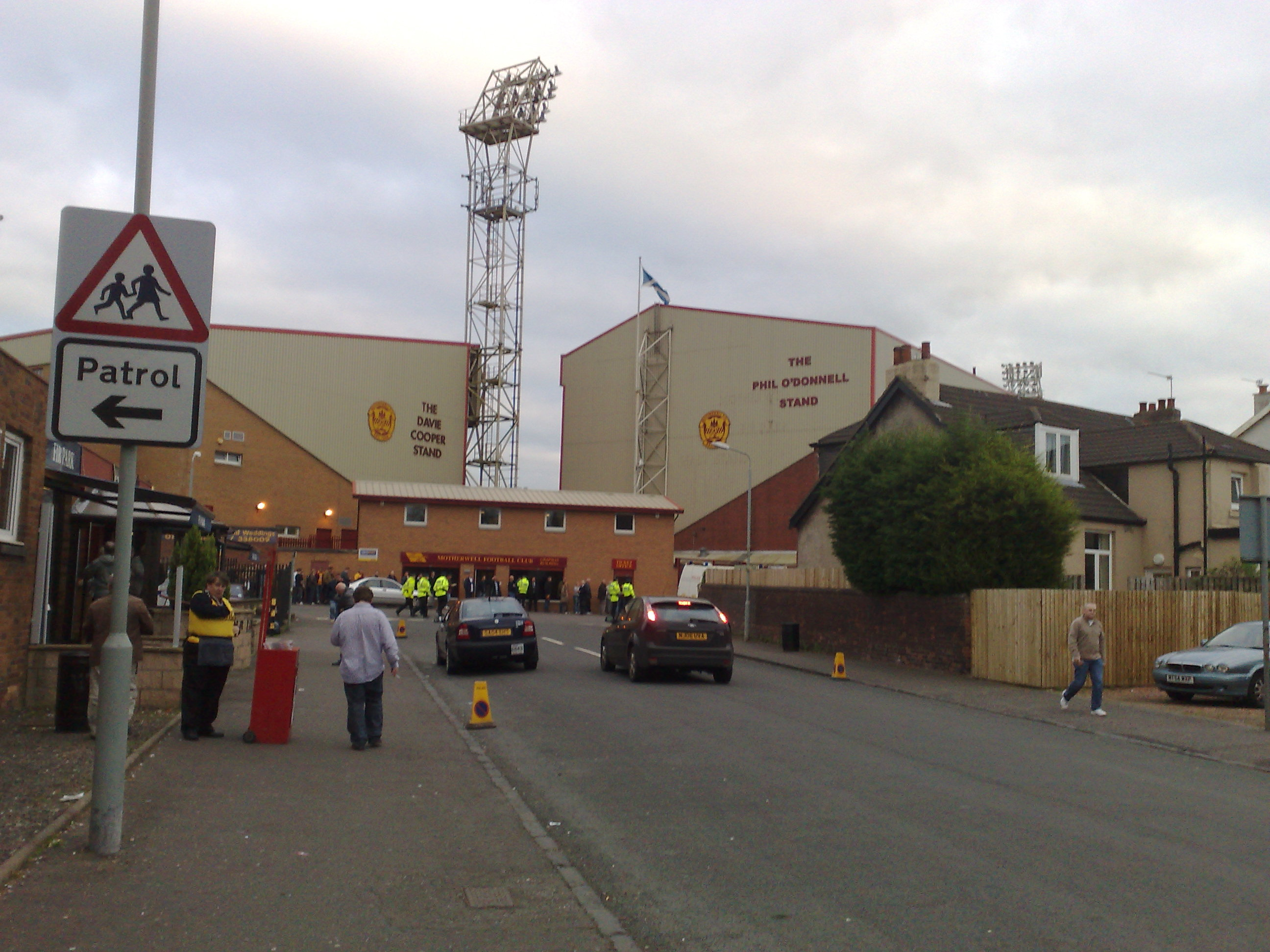
菲臘·奧當尼看台

馬瑟韋爾的球迷在主場杉樹公園球場大門放置圍巾、圖片等，以示懷念。該星期馬瑟韋爾對喜百年和些路迪的比賽亦會延期。
12月30日的英超賽事中對及曼城對利物浦的球賽中，四隊的球員皆愛上黑紗作賽，以示最後致敬。錫週三對陣侯城及普雷斯頓的比賽前有一分鐘默哀。
此外會方已收到來自西維爾球迷的眾多來信。西維爾球員安東尼奧·佩亞達於同年8月在場上逝世，西維爾會方稱會全力協助馬瑟韋爾。2008年1月11日馬瑟韋爾宣佈將杉樹公園球場的主看台命名為「菲臘·奧當尼看台」作為紀念。

## 榮譽

### 球會
- 蘇格蘭足總盃 冠軍（2）：1991年、1995年
- 蘇格蘭超級足球聯賽 冠軍（1）：1998年

### 個人獎項
- 蘇格蘭年度最佳年輕球員（2）：1992年、1994年